# Кайавет
Кайаве́т (фр. Caillavet) — коммуна во Франции, находится в регионе Юг — Пиренеи. Департамент — Жер. Входит в состав кантона Вик-Фезансак. Округ коммуны — Ош.
Код INSEE коммуны — 32071.

## География

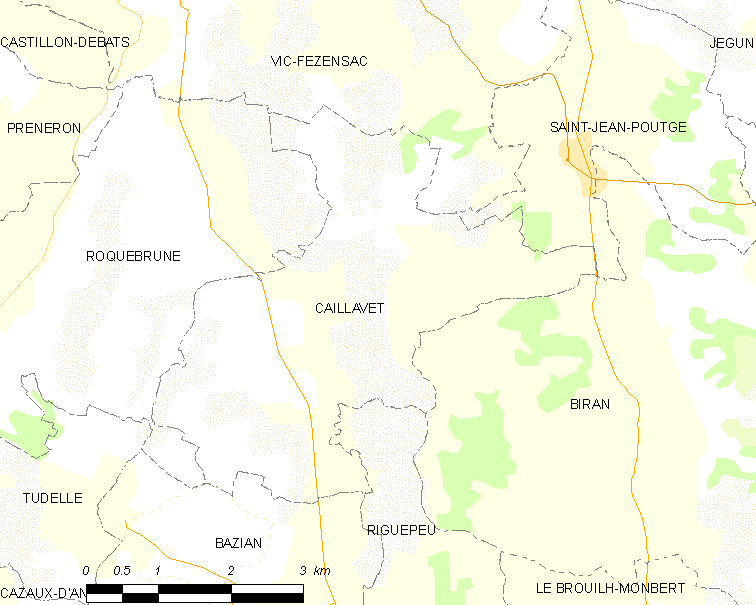
Карта коммуны

Коммуна расположена приблизительно в 600 км к югу от Парижа, в 95 км западнее Тулузы, в 22 км к западу от Оша.
По территории коммуны протекает река Ос.

## Климат
Климат умеренно-океанический. Лето жаркое и немного дождливое, температура часто превышает 35 °С. Зимой часто бывает отрицательная температура и ночные заморозки. Годовое количество осадков — 700—900 мм.

## Население
Население коммуны на 2010 год составляло 189 человек.
| 1962 | 1968 | 1975 | 1982 | 1990 | 1999 | 2010 |
| ---- | ---- | ---- | ---- | ---- | ---- | ---- |
| 224  | 194  | 159  | 188  | 179  | 164  | 189  |

## Администрация
| Период | Период | Фамилия     | Партия                    | Примечания |
| ------ | ------ | ----------- | ------------------------- | ---------- |
| 2001   | 2020   | Робер Фрере | Союз за народное движение |            |

## Экономика
В 2010 году среди 117 человек трудоспособного возраста (15-64 лет) 83 были экономически активными, 34 — неактивными (показатель активности — 70,9 %, в 1999 году было 74,8 %). Из 83 активных жителей работали 78 человек (43 мужчины и 35 женщин), безработных было 5 (3 мужчин и 2 женщины). Среди 34 неактивных 8 человек были учениками или студентами, 19 — пенсионерами, 7 были неактивными по другим причинам.

## Достопримечательности
- Церковь Св. Орана (XII век). Исторический памятник с 1978 года[4]
- Церковь в Табо (XII век). Исторический памятник с 1979 года[5]